# Hierodula dubia
Hierodula dubia es una especie de mantis de la familia Mantidae.

## Distribución geográfica
Se encuentra en la  isla de Borneo.